# Pariente (película)
Pariente es una película colombiana de 2016 dirigida por Iván D. Gaona. Fue seleccionada por la Academia Colombiana de Artes y Ciencias Cinematográficas para representar al país en la 90.ª edición de los premios Óscar, pero no fue nominada.
En 2017 ganó nueve Premios Macondo, entregados por la Academia Colombiana de Artes y Ciencias Cinematográficas, incluyendo los de Mejor Película y Mejor Director.

## Argumento
Mariana, el amor eterno de Willington, está preparando su matrimonio con René, el primo de su exnovio. Mientras Willington intenta recuperarla, el rumor de un ladrón en la ciudad y una serie de muertes violentas que les recuerdan un pasado temeroso pondrán en peligro a la nueva familia de Mariana.

## Reparto
- Willington Gordillo como Willington.
- René Díaz Calderón como René.
- Leidy Herrera como Mariana.
- Heriberto Palacio como Heriberto.
- Suetonio Hernández como Suetonio.

## Premios y nominaciones
| Año  | Premios            | Categoría               | Nominados                        | Resultado | Ref.  |
| ---- | ------------------ | ----------------------- | -------------------------------- | --------- | ----- |
| 2017 | VI Premios Macondo | Mejor película          | Mejor película                   | Ganadora  | [ 5 ] |
| 2017 | VI Premios Macondo | Mejor dirección         | Iván D. Gaona                    | Ganador   | [ 5 ] |
| 2017 | VI Premios Macondo | Mejor guion             | Iván D. Gaona                    | Ganador   | [ 5 ] |
| 2017 | VI Premios Macondo | Mejor música original   | Edson Velandia                   | Ganador   | [ 5 ] |
| 2017 | VI Premios Macondo | Mejor fotografía        | Juan Camilo Paredes              | Ganador   | [ 5 ] |
| 2017 | VI Premios Macondo | Mejor dirección de arte | Juan David Bernal                | Ganador   | [ 5 ] |
| 2017 | VI Premios Macondo | Mejor montaje           | Andrés Porras                    | Ganador   | [ 5 ] |
| 2017 | VI Premios Macondo | Mejor diseño sonoro     | José Jairo Flores, Daniel Garcés | Ganadores | [ 5 ] |
| 2017 | VI Premios Macondo | Mejor vestuario         | Camilo Barreto                   | Ganador   | [ 5 ] |